# Atheist
|  | Denne artikel omhandler den amerikanske musikgruppe. For trosholdningen, se Ateisme. |
Atheist er et teknisk dødsmetal-band dannet under navnet Oblivion og senere R.A.V.A.G.E. i 1984 i Florida, USA.

## Historie

### De tidlige år (1985-1988)
Atheist blev dannet i 1984 af guitaristen Kelly Shaefer og trommeslageren Steve Flynn under navnet Oblivion. Hertil rekrutterede de sangeren kendt som "Scrabby", bassisten Roger Patterson og guitaristen Rand Burkey. Allerede samme år valgte vokalisten at forlade gruppen, som samtidig skiftede navn til Ravage. De måtte dog hurtigt ændre navnet igen til R.A.V.A.G.E., et akronym for Raging Atheists Vowing A Gory End, for ikke at blive forvekslet med et band af samme navn fra Illinois. Schaefer overtog vokalpligterne og i 1985 var trioen klar med deres første thrash-døds-inspireret demo Rotting in Hell (også kendt som Kill or be Killed). I mellemtiden var Burkey blevet smidt ud af gruppen og Mark Schwartzberg overtog guitarrollen til deres anden demo On We Slay i 1987. Samme år bidrog de til opsamlingsalbummet Raging Death med de to sange "On They Slay" og "Brain Damage". Efterfølgende vendte Burkey tilbage til R.A.V.A.G.E. og i anledningen af dette indspillede de den tredje demo Hell Hath No Mercy. Kort tid inden bandet udgav deres demo Beyond i 1988 ændrede de navn til Atheist. Herefter skrev de kontrakt med pladeselskabet Mean Machine Records og tog i studiet med produceren Scott Burns til indspilningen af et debutalbum.

### Debutalbum og Pattersons død (1989-1991)
Med sloganet "Dødsmetal med en forskel" blev Piece of Time udgivet i 1989 i Europa, og det følgende år i USA. Med sine jazz-indkorporationer i det kaotiske dødsmetallydbillede blev albummet set på med skæve øjne af den tids metalfans i det lokale floridianske opblomstrende dødsmetalmiljø. "Selvølgelig var hastigheden og dobbeltstortrommerne og aggressionen fællesnævneren i vores musik. Men alle jazz-inspirationerne og lignende og kompleksiteterne blev ikke modtaget med åbne arme af dens tids musikkøbende fans i de sene 80'er tidlige og 90'er", forklarede Shaefer. Albummet solgte dog 15.000 eksemplarer dets to første uger, og bandet blev efterfølgende sendt på turné i både Europa, Canada, og USA. Samtidig begyndte de at udarbejde materiale til en opfølger på Piece of Time.
Den 12. februar 1991 blev Atheist ramt af en tragedie under deres turné i USA som støtteband for Candlemass, hvor deres bil forulykkede og bassisten Roger Patterson mistede livet. Til trods for den dybe sorg valgte bandet at fortsætte, og rekrutterede Cynics bassist Tony Choy som studiemusiker til det næste album. Derved drog de atter til Morrisound Studio med produceren Scott Burns til indspilningerne.

### Unquestionable Presence,Elementsog pause (1991-1993)
Med udgivelsen af det andet album Unquestionable Presence i oktober 1991 viste Atheist et endnu mere teknisk præg end den foregående udgivelse med langt flere bemærkelsesværdige jazz-passager, som gjorde det til et af den tids mest udfordrende og tekniske værker. Til trods for at modtage gode anmeldelser fra alverdens magasiner skulle der gå mange år før den absurde dødsmetal-jazz-agtige stil blev accepteret i det lokale metalmiljø. "Der var en lille sammensat gruppe på den tid som satte pris på det vi gjorde, men som en helhed var det en utrolig lille del," fortalte Shaefer. Efter udgivelsen begyndte bandet at gå i opløsning. Choy blev hyret af Pestilence efter de havde hørt ham spille i studiet med Atheist. Darren McFarlan blev hyret som midlertidig bassist, og bandet tog på turné med Cannibal Corpse. Her oplevede gruppen dog også flere gange metalfansenes misfornøjelse ved deres specielle stil, hvor de bl.a. blev buet af. Ved hjemkomsten valgte Steve Flynn at forlade Atheist, eftersom han havde fået et stipendium til college, og den kolde luft som var opstået mellem guitaristen Burkey og Shaefer, på grund af personlige forskelle begyndte at præge bandet. Shaefer valgte derved at fokusere på sit andet projekt Neurotica, hvorved Atheist gik i stå.
Bandets ophør blev dog ikke accepteret af deres pladeselskab Active Records (der i sin tid havde opkøbt Mean Machine), som forlangte et tredje album som deres kontraktaftale lød. "Jeg var allerede i Gainesville pladestudie for at indspille et album med Neurotica. Og jeg tænkte - fuck hvad skal vi gøre", fortalte Shaefer efter opkaldet fra pladeselskabet. Som svar på spørgsmålet vendte Burkey og Choy tilbage mens de hyrede guitaristen Frank Emmi og trommeslageren Josh Greenbaum. På 40 dage skrev, indspillede og miksede de det tredje album Elements, som blev udgivet i sommeren 1993. I kølvandet fulgte en mindre turné med nogle optrædener i Europa. Efterfølgende gik Atheist i opløsning, og medlemmerne begyndte at fokusere på egne projekter.

### Genforening ogJupiter(2005-)
I juli 2005 udgav pladeselskabet Relapse Records hele Atheists studiealbumkatalog, inklusiv demoen On they Slay, som et bokssæt begrænset til 1000 eksemplarer. I samme anledning bekendtgjorde bandet deres genforening bestående af Shaefer, Choy, Burkey og Flynn. Atheist ville derved spille på bestemte datoer til festivalerne Wacken Open Air (Tyskland), Hole In The Sky (Norge), Evolution Festival (Italien) m.fl. Burkey havde på dette tidspunkt dog ikke selv mulighed for at deltage, og guitaristen Chris Baker fra Flynns tidligere bandt Gnostic blev rekrutteret. Fra samme band var de yderligere nødt til at hente Sonny Carson eftersom Shaefer ikke havde mulighed for at spille guitar på grund af håndledsproblemer. Deres optræden til Wacken i 2006 blev indspillet og udgivet som en dobbelt-cd plade ved navn Unquestionable Presence: Live At Wacken i 2009. Samtidig gik de i gang med at skrive nyt materiale til et kommende album. Shaefer beskrev de indledende trin i processen som bekymrende eftersom han ikke havde skrevet sange med Flynn i over 20 år. Men efter færdiggørelsen af den første sang "Secound to Sun" flød hele skriveprocessen problemløst. "Det var som om vi havde været frosset ned i over 20 år og nogen smeltede isen, og vi var som "Hey hva så?" (...) lads of fucking blive ved med at skrive," forklarede vokalisten. Fire uger inden deres første dag i studiet valgte Choy at melde afbud. Som følge af handlingen valgte bandet at udsende en pressemeddelelse hvori de udtrykte deres overraskelse, men også frustration over det hastige valg. De pointerede dog til sidst at Choy stadig forblev en god ven. Som studiemusiker blev Jonathan Thompson hyret i stedet.
Albummet fik navnet Jupiter, og blev udgivet i november 2010. Udgivelsen fik en middelmådig modtagelse af pressen, bl.a. udtrykte Phill Freeman fra All Music Guide nogen begejstring for albummets tekniske kompleksitet, men tilføjede også at stilen var begyndt at minde meget om de moderne tech-dødsmetalbands, hvor den oprindelige organiske menneskelige følelse manglede. Til promovering af albummet valgte gruppen at tage på turné dog med visse begrænsninger:
| Citat                                | Vi tager sikkert ud til februar rundt i USA. Vi har familier og dette er en anden tid i vores liv, hvor vi ikke rejser ud i syv, otte måneder i træk. Den samme måde som vi har bragt musikken videre i livet, den samme måde vil vi med turnéer. | Citat |
| Shaefer om Atheists kommende turnéer | |       |

Den 25. juni 2011 bekendtgjorde Atheist, at deres nye bassist ville blive Travis Morgan.

## Musikalske stil
I de tidligere år som Oblivion og R.A.V.A.G.E. spillede bandet hovedsageligt thrash- og dødsmetal med coverversioner af bands som Trouble, Exodus, Slayer og Anthrax. Efter det tredje navneskifte til Atheist bevægede gruppen sig ad nye musikalske veje. Trommeslageren Steve Flynn begyndte at tage jazz-lektioner, og introducerede rytmerne for de øvrige medlemmer, som efterfølgende gav sig i kast med at lede efter sære motiver. Flynn beskrev selv hvordan han forsøgte at skabe komplicerede trommesektioner hvis det resterende lydbillede var simpelt, og hvordan han ville forsøge at skabe simple trommemotiver til kompliceret musik for på den måde at vedligeholde variationen. Den tidligere bassist Patterson gjorde sig også bemærket med sit utrolige hurtige og komplicerede basspil, som Shaefer selv indrømmede var svært at følge på guitar. Guitarerne selv indeholdt klassiske dødsmetal-riffs lette latinamerikanske arrangementer og elementer fra jazz. Stilen blev første gang introduceret på debutalbummet Piece of Time, og videreudviklet på de efterfølgende udgivelser med bl.a. Unquestionable Presence, der blev omtalt som et af de mest indflydelsesrige tekniske dødsmetal-albums nogensinde. Elements udviste et ligeså komplicerede lydbillede, og omtalt som det mest "lyttervenlige" album af Eduardo Rivadavia fra All Music Guide, som også påpegede den mere melodiske tilgang til musikken.

## Medlemmer

### Nuværende
- Kelly Shaefer - Vokal (2006- )
- Chris Baker - Guitar (2006- )
- Jason Holloway - Guitar (2011- )
- Travis Morgan - Bas (2011- )
- Steve Flynn - Trommer (1988-1991, 2006- )

## Diskografi
| - 1989: Piece of Time - 1991: Unquestionable Presence - 1993: Elements - 2010: Jupiter | Som R.A.V.A.G.E. - 1985: Rotting in Hell - 1987: On They Slay - 1987: Hell Hath No Mercy Som Atheist - 1988: Beyond |

### Fodnoter
1. 1 2 3 4  "Atheist - Biography". Garry Sharpe-Young. Music Might. Hentet 20. februar 2012.
2. 1 2 3 4 5 6  "Interview med Atheist". Frank Stöver. voicesfromthedarkside.de. Arkiveret fra originalen 22. juni 2013. Hentet 21. februar 2012.
3. ↑  "Rotting in Hell". Encyclopaedia Metallum. Hentet 20. februar 2012.
4. 1 2 3  "Interview with Kelly Shaefer of Atheist: From The Eye Of The Storm". Andrew Magnotta. The Aquarian. Hentet 23. februar 2012.
5. 1 2  "Atheist - Kelly Shaefer". Metal-discovery.com. 4. maj 2007. Hentet 23. februar 2012.
6. 1 2  "Atheist – Interview with Kelly Shaefer". Kelley Simms. hailsandhorns.com. Arkiveret fra originalen 9. juni 2012. Hentet 25. februar 2012.
7. 1 2 3 4 5 6 7  "Kelly Shaefer Interview". Metal Rules. Hentet 25. februar 2012.
8. ↑  "Elements". Eduardo Rivadavia. All Music Guide. Hentet 27. februar 2012.
9. ↑  "ATHEIST Members Collaborating On First New Material Since 1991". BLABBERMOUTH.net. 12. juli 2008. Hentet 29. februar 2012.{{cite web}}:  CS1-vedligeholdelse: url-status (link)
10. ↑  "Unquestionable Presence: Live At Wacken". Encyclopaedia Metallum. Hentet 29. februar 2012.
11. ↑  "ATHEIST Part Ways With Bassist Tony Choy; Jupiter Tracklisting Revealed". bravewords.com. Arkiveret fra originalen 30. september 2012. Hentet 28. marts 2012.
12. ↑  "Jupiter: Line-up". Encyclopaedia Metallum. Hentet 28. marts 2012.
13. ↑  "Jupiter". Phil Freeman. All Music Guide. Hentet 29. februar 2012.
14. ↑  "Atheist - News". atheistmusic.com. Hentet 28. marts 2012.
15. ↑  "Steve Flynn - Exclusive OnlineDrummer.com Interview". onlinedrummer.com. Arkiveret fra originalen 10. november 2011. Hentet 28. marts 2012.
16. ↑  Gabriel Gose. "THE METAL OBSERVER - Review - ATHEIST - Unquestionable Presence". The Metal Observer. Arkiveret fra originalen 30. september 2007. Hentet 2006-08-26.